# Front Polski (1950)

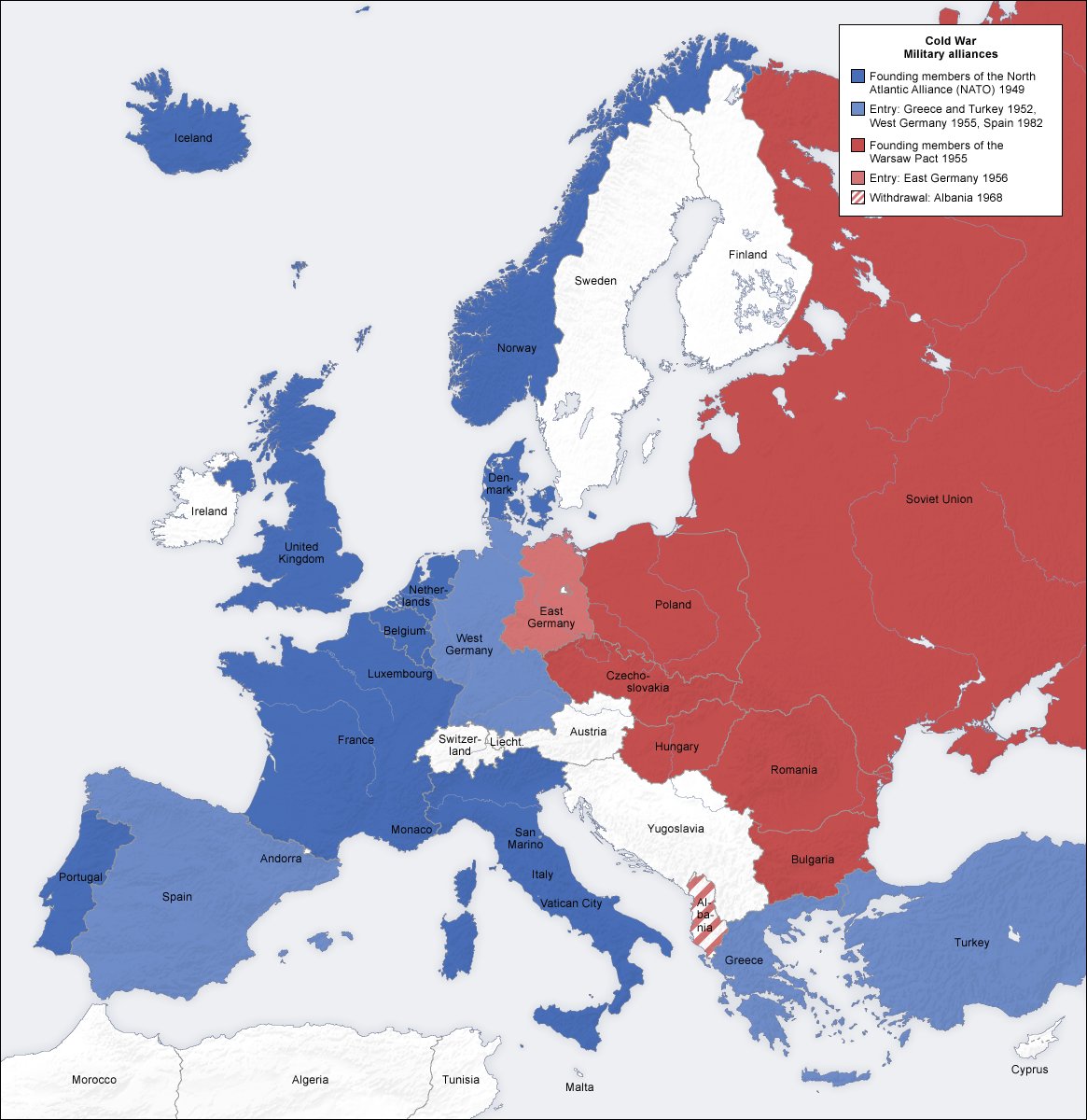
Sytuacja w Europie w czasie zimnej wojny

Front Polski (lub Nadmorski) – związek operacyjno-strategiczny Wojska Polskiego w latach zimnej wojny.

## Geneza
Po raz pierwszy idea Frontu Polskiego pojawiła się w czasie ćwiczeń majowych 1950 roku, kiedy to obok frontów radzieckich wystąpił Front Nadmorski pod dowództwem gen. Popławskiego, składający się z 1, 2 i 3 Armii WP. Zadaniem Frontu Nadmorskiego podczas tych ćwiczeń była obrona wybrzeża Morza Bałtyckiego przed desantami morskimi, a następnie, po odrzuceniu atakujących wojsk NATO przez siły AR, zajęcie północnych Niemiec i Danii, co miało umożliwić wyjście sojuszniczych sił morskich z Bałtyku na Morze Północne i Atlantyk.
W 1951 uległa zmianie koncepcja użycia Wojska Polskiego w ewentualnym konflikcie zbrojnym. Formowane przez OW II i IV armie w czasie wojny miano włączyć w skład radzieckiego Frontu Centralnego, którego dowódcą miał zostać marszałek Rokossowski. Jednostki OW I i V miały stanowić rezerwę i wystawiać uzupełnienia dla walczących wojsk.
Powołanie Frontu Polskiego ustalono w Protokole uzgodnień pomiędzy rządami PRL i ZSRR podpisanym w Moskwie w dniach 4–7 stycznia 1955, tj. przed zawarciem Układu Warszawskiego (ustalenia te obowiązywały także po ratyfikowaniu tego układu).
Utworzenie Frontu znalazło odbicie w planie mobilizacyjnym PM-58, który przyjęto w 1958. Przewidywał on sformowanie: dowództwa Frontu, dwóch armii ogólnowojskowych I rzutu (każda w składzie: dwóch dywizji zmechanizowanych, dwóch dywizji pancernych, dywizji piechoty, dywizji artylerii przeciwlotniczej i dwóch brygad artylerii), jednej armii ogólnowojskowej II rzutu (w składzie dwóch dywizji zmechanizowanych i dwóch dywizji piechoty), armii lotniczej (w składzie dywizji lotnictwa myśliwskiego, dwóch dywizji lotnictwa myśliwsko-szturmowego i dywizji lotnictwa bombowego) oraz jednostek frontowych w postaci: dywizji powietrznodesantowej, dywizji artylerii przeciwlotniczej, czterech brygad artylerii i oddziałów wsparcia.
Podczas ćwiczeń Burza 61 ćwiczono realizację planu operacyjnego OP-61, którego przewidywalny obszar działań Frontu Nadmorskiego, oprócz Danii, objął także północne tereny RFN i Benelux.
Zgodnie z planem operacyjnym w pierwszym rzucie nacierać miały 1. i 2. Armia, wystawione przez Pomorski i Śląski Okręg Wojskowy. Zakładano, że po wybuchu wojny pierwszy atak sił NATO powstrzymają jednostki radzieckie stacjonujące w NRD. W tym czasie polskie jednostki miały osiągnąć rejony koncentracji w północnej części kraju oraz NRD, gdzie znajdowała się rozbudowana infrastruktura wojskowa, składy amunicji, materiałów pędnych i wyposażenia. Polskie natarcie miało rozpocząć się z zachodniej Meklemburgii w kierunku Hamburga i Szlezwika-Holsztynu. Po dwóch, trzech dniach nacierające wojska miały rozbić niemiecko-duński Jutlandzki Korpus Armijny NATO, po czym wyjść na rubież Łaby oraz nad granicę duńsko-niemiecką.
W drugiej fazie ofensywy wojska Frontu Polskiego miały sforsować Łabę i przez równiny Dolnej Saksonii oraz Holandii dotrzeć na rubież Renu lub Mozy. Poza tę linię prace planistyczne w Sztabie Generalnym nie wybiegły, bowiem nowe cele dla frontu miały zostać określone przez dowództwo Układu Warszawskiego. Inne zadanie przewidziano dla 4. Armii wystawianej przez Warszawski Okręg Wojskowy. W czasie pokoju liczebność jej jednostek była mocno zredukowana (nie przekraczała 30 proc. stanu planowanego na wypadek wojny). Także ich wyposażenie znacznie odbiegało od tego, jakim dysponowały jednostki z okręgu pomorskiego i śląskiego. Tę słabość zrekompensować miały uderzenia jądrowe oraz towarzyszące im zmasowane działania dywersyjno-propagandowe. Zadaniem 4 Armii była szybka mobilizacja, przegrupowanie wojsk na odległość ponad tysiąca kilometrów (z północnego Mazowsza i Warmii pod Hamburg), wejście „z marszu” do walki i opanowanie Półwyspu Jutlandzkiego, wysp duńskich, a następnie okupacja Danii.
Zadania dla poszczególnych armii wyglądały następująco:
- 1 Armia (50 A) – uderzenie znad Odry na korpusy: zachodnioniemiecki oraz holenderski Północnej Grupy Armii NATO (NORTHAG) i kontynuacja natarcia na Danię (miały ją tam wesprzeć 6 DPD i 7 DD).
- 2 Armia (51 A) – uderzenie znad Odry na korpusy: zachodnioniemiecki oraz holenderski i kontynuacja natarcia na niemieckie wybrzeże Morza Północnego.
- 4 Armia (52 A) – uderzenie z pozycji 2 Armii w północnym RFN na Holandię i Belgię.

Front w tych działaniach miały wesprzeć silne uderzenia atomowe, zaś całe natarcie miało potrwać do ok. 15 dni.

„Wskazane jest rozważenie (...) uderzeń atomowych na takie ośrodki, jak Hanower, Brunszwik, Kilonia i Brema. Zniszczenie tych miast prawdopodobnie spowoduje całkowitą dezorganizację życia politycznego, ekonomiki itp. Wpłynie w poważnym stopniu na wywołanie paniki w rejonach uderzeń atomowych. Wykorzystanie skutków tych uderzeń przez naszą propagandę może przyczynić się do rozpowszechnienia paniki wśród wojsk i ludności nieprzyjaciela. (...) W celu możliwie szybkiego wyprowadzenia Danii z wojny należałoby dokonać uderzeń atomowych na miejscowości Esbjerg (ważny punkt strategiczny w systemie NATO) oraz Roskilde (wyspa Zelandia), a następnie poprowadzić szeroką akcję propagandy specjalnej, mającej na celu pogłębienie powstałej paniki, ostrzeżenie wojsk i ludności cywilnej Danii przed następstwami dalszego oporu oraz zagrożenie, że w wypadku kontynuacji wojny nastąpią dalsze uderzenia atomowe.”

Pierwszy Plan operacji zaczepnej Frontu Polskiego przyjęto w 1965. Podobnie jak podczas ćwiczeń Burza przewidywał on działania Frontu Polskiego na nadmorskim kierunku operacyjnym w II rzucie strategicznym Zjednoczonych Sił Zbrojnych Układu Warszawskiego. Podstawowym zadaniem Frontu Polskiego była osłona prawego skrzydła głównego zgrupowania uderzeniowego wojsk UW złożonego z frontów AR (1. i 2.) działających na zachodnim kierunku strategicznym oraz obrona wybrzeża morskiego Bałtyku, a potem Morza Północnego przed ewentualnymi desantami sił NATO. Wejście Frontu Polskiego do działań wojennych na nadmorskim kierunku operacyjnym miały zabezpieczać korpusy zmechanizowane armii NRD.
Wybranie nadmorskiego kierunku operacyjnego dla Frontu Polskiego wynikało z dwóch zasadniczych powodów:
1. Położenia geopolitycznego Polski i związanego z nim szerokiego dostępu do morza, co powodowało potrzebę organizacji obrony wybrzeża w czasie wojny. Od strony zachodniej istniała „strefa buforowa” w postaci Niemieckiej Republiki Demokratycznej i znajdującej się na jej terytorium Zachodniej Grupy Wojsk Armii Radzieckiej, co zabezpieczało Polskę przed bezpośrednim atakiem.
2. Niewielkich możliwości operacyjnych Frontu Polskiego, ze względu na jego niedostateczny skład bojowy, znacznie odbiegający od wymagań wynikających z rekomendacji Układu Warszawskiego. Front Polski był znacznie słabszy od Frontów Armii Radzieckiej, a nawet od Frontu Czechosłowackiego, co miało wpływ na dobranie odpowiedniego kierunku działań (kierunek nadmorski uważany był za jeden z najsłabiej bronionych przez wojska NATO).

Ponadto wpływ na wybór kierunku nadmorskiego miały także uwarunkowania polityczne. Obawiano się bowiem, że polscy żołnierze niechętnie będą walczyli z żołnierzami z państw anglosaskich i Francji, a na kierunku nadmorskim mieliby walczyć przede wszystkim z Bundeswehrą.
We wrześniu 1984 utworzono Główne Dowództwo Wojsk Kierunku Zachodniego ze sztabem w Legnicy (kwaterę Północnej Grupy Wojsk przeniesiono do Świdnicy), któremu podlegały:
- Front Polski
- 1 Front Zachodni
- 2 Front Zachodni
- Front Czechosłowacki

Utworzenie Frontu Polskiego w czasie wojny mogło napotkać na znaczne przeszkody. Poważnym problemem było jego przegrupowanie i koncentracja. Przez Polskę biegły główne trasy przerzutu wojsk radzieckich na zachód (planowano przejście 3-4 frontów), co znacznie utrudniało transport polskich jednostek, tym bardziej że formacje AR miały priorytet. Oprócz tego istniał problem trwałości szczebla frontowego oraz niechęci części oficerów radzieckich do narodowego charakteru Frontu Polskiego, w wyniku czego wysuwano także koncepcje rozdzielenia armii polskich pomiędzy poszczególne fronty radzieckie tak, że o ile 1 Armia Ogólnowojskowa zachowywała pierwotny kierunek ataku, to 2 Armia Ogólnowojskowa miała wejść w skład wojsk atakujących główne zgrupowanie wojsk NATO, czyli broniącą Bawarii Centralną Grupę Armii (CENTAG) (Heidelberg).
Na przełomie lat 80. i 90. sytuacja w bloku wschodnim uległa diametralnej zmianie – upadł komunizm, państwa satelickie uniezależniły się od ZSRR, który rozpadł się ostatecznie w 1991, w którym to roku rozwiązano też Układ Warszawski. W wyniku tych wydarzeń zakończyła się zimna wojna, tym samym koncepcja Frontu Polskiego straciła rację bytu i odstąpiono od niej.

## Skład Frontu
1955
- Dowództwo Frontu mobilizowane przez Instytucje Centralne MON
  - Sztab Frontu
  - Szefostwa (dowództwa) rodzajów wojsk Frontu
  - Zarząd Polityczny Frontu
  - Kwatermistrzostwo Frontu
- 1 Armia Ogólnowojskowa mobilizowana przez Pomorski Okręg Wojskowy – 1, 8, 9 Korpus Armijny (KA)
- 2 Armia Ogólnowojskowa mobilizowana przez Śląski Okręg Wojskowy – 2, 11 i 12 KA
- 4 Armia Ogólnowojskowa mobilizowana przez Warszawski Okręg Wojskowy – 4 KA, 2, 3 i 5 Dywizja Obrony Wybrzeża
- 3 Armia Lotnicza mobilizowana przez Wojska Lotnicze – 3 Korpus Lotnictwa Myśliwskiego, 8 i 16 Dywizja Lotnictwa Szturmowego, 15 Dywizja Lotnictwa Bombowego.
- Jednostki Frontu – 1 i 2 Korpus Zmechanizowany, trzy DP.

1985
- Dowództwo Frontu
  - Sztab Frontu
  - Szefostwa (dowództwa) rodzajów wojsk Frontu
  - Zarząd Polityczny Frontu
  - Kwatermistrzostwo Frontu
- 1 Armia Ogólnowojskowa – 8, 12 i 15 DZ, 16 i 20 DPanc
- 2 Armia Ogólnowojskowa – 2 i 4 DZ, 5, 10 i 11 DPanc
- 4 Armia Ogólnowojskowa – 1, 3 i 9 DZ
- Lotnictwo Frontu mobilizowane przez Wojska Lotnicze – 2 i 3 DLM-B, 4 DLM
- Jednostki frontowe – 6 BPD, 7 BOW (w czasie pokoju dywizje), 26, 28 i 31 RDZ

## Dowódcy Frontu
Źródło:
- gen. broni Zygmunt Duszyński (1959–1965)
- gen. broni Jerzy Bordziłowski (1965–1968)
- gen. dyw. Tadeusz Tuczapski (1968–1971)
- gen. broni Eugeniusz Molczyk (1971–1986)
- gen. broni dr Wojciech Barański (1986–1989)
- gen. dyw. Edmund Bołociuch (1989–1990)

W latach 1959–1986 w WP, w czasie pokoju, istniało stanowisko głównego inspektora szkolenia bojowego. Generał wyznaczony na to stanowisko był równocześnie mianowany wiceministrem Obrony Narodowej, a w czasie „W” obejmował stanowisko dowódcy Frontu.
W 1986 r. funkcję głównego inspektora szkolenia bojowego przejął szef Głównego Zarządu Szkolenia Bojowego.